# Grupno prvenstvo Splitskog nogometnog podsaveza 1955./56.
Grupno prvenstvo Splitskog nogometnog podsaveza je u sezoni 1955./56. predstavljalo ligu četvrtog ranga nogometmog prvenstva Jugoslavije. 
 
Sudjelovalo je 25 klubova raspoređenih u sedam skupina. 

## I. grupa
| mj. | klub            | ut. | pob. | ner. | por. | gol+ | gol- | GR  | bod |
| --- | --------------- | --- | ---- | ---- | ---- | ---- | ---- | --- | --- |
| 1.  | Naprijed Vis    | 8   | 5    | 0    | 3    | 26   | 11   | +15 | 10  |
| 2.  | Jadran Komiža   | 8   | 5    | 0    | 3    | 13   | 11   | +2  | 10  |
| 3.  | Istok Podšpilje | 8   | 2    | 0    | 6    | 5    | 22   | -17 | 4   |

| kratica | klub            | IST | JAD | NAP |
| --- | --------------- | --- | --- | --- |
| IST | Istok Podšpilje |     |     |     |
| JAD | Jadran Komiža   |     |     |     |
| NAP | Naprijed Vis    |     |     |     |
| |                 |     |     |     |
| podebljan rezultat – utakmice od 1. do 3., te od 7. do 9. kola kola (1. i 3. utakmica između klubova) rezultat normalne debljine – utakmice od 4. do 6. kola (2. utakmica između klubova) rezultat nakošen – nije vidljiv redoslijed odigravanja međusobnih utakmica iz dostupnih izvora rezultat nakošen i smanjen * – iz dostupnih izvora nije uočljiv domaćin susreta prekrižen rezultat – poništena ili brisana utakmica p – utakmica prekinuta 3:0 p.f. / 0:3 p.f. – rezultat 3:0 bez borbe |                 |     |     |     |

## II. grupa
| mj. | klub              | ut. | pob. | ner. | por. | gol+ | gol- | GR | bod |
| --- | ----------------- | --- | ---- | ---- | ---- | ---- | ---- | -- | --- |
| 1.  | Jadran Stari Grad | 2   | 2    | 0    | 0    | 6    | 1    | +5 | 4   |
| 2.  | Jelsa             | 2   | 0    | 0    | 2    | 1    | 6    | -5 | 0   |

| kratica | klub              | JAD | JEL |
| --- | ----------------- | --- | --- |
| JAD | Jadran Stari Grad |     |     |
| JEL | Jelsa             |     |     |
| |                   |     |     |
| podebljan rezultat – 1. utakmica između klubova rezultat normalne debljine – 2. utakmica između klubov) rezultat nakošen – nije vidljiv redoslijed odigravanja međusobnih utakmica iz dostupnih izvora rezultat nakošen i smanjen * – iz dostupnih izvora nije uočljiv domaćin susreta prekrižen rezultat – poništena ili brisana utakmica p – utakmica prekinuta 3:0 p.f. / 0:3 p.f. – rezultat 3:0 bez borbe |                   |     |     |

## III. grupa
| mj. | klub               | ut. | pob. | ner. | por. | gol+ | gol- | GR  | bod |
| --- | ------------------ | --- | ---- | ---- | ---- | ---- | ---- | --- | --- |
| 1.  | Troglav Livno      | 12  | 10   | 1    | 1    | 38   | 13   | +25 | 21  |
| 2.  | Borac Glavice      | 12  | 7    | 1    | 4    | 32   | 22   | +10 | 15  |
| 3.  | Tekstilac Sinj     | 12  | 6    | 0    | 6    | 47   | 25   | +22 | 12  |
| 4.  | Proleter Dugopolje | 12  | 0    | 0    | 12   | 6    | 66   | -60 | 0   |

| kratica | klub               | BOR | PRO | TEK | TRO |
| --- | ------------------ | --- | --- | --- | --- |
| BOR | Borac Glavice      |     |     |     |     |
| PRO | Proleter Dugopolje |     |     |     |     |
| TEK | Tekstilac Sinj     |     |     |     |     |
| TRO | Troglav Livno      |     |     |     |     |
| |                    |     |     |     |     |
| podebljan rezultat – utakmice od 1. do 3., te od 7. do 9. kola kola (1. i 3. utakmica između klubova) rezultat normalne debljine – utakmice od 4. do 6., te od 10. do 12. kola kola (2. i 4. utakmica između klubova) rezultat nakošen – nije vidljiv redoslijed odigravanja međusobnih utakmica iz dostupnih izvora rezultat nakošen i smanjen * – iz dostupnih izvora nije uočljiv domaćin susreta prekrižen rezultat – poništena ili brisana utakmica p – utakmica prekinuta 3:0 p.f. / 0:3 p.f. – rezultat 3:0 bez borbe |                    |     |     |     |     |

## IV. grupa
| mj. | klub          | ut. | pob. | ner. | por. | gol+ | gol- | GR  | bod |
| --- | ------------- | --- | ---- | ---- | ---- | ---- | ---- | --- | --- |
| 1.  | Faraon Trpanj | 8   | 6    | 0    | 2    | 22   | 8    | +14 | 12  |
| 2.  | Rat Kuna      | 8   | 4    | 0    | 4    | 13   | 12   | +1  | 8   |
| 3.  | Grk Potomje   | 8   | 2    | 0    | 6    | 9    | 24   | -16 | 4   |

| kratica | klub          | FAR | GRK | RAT |
| --- | ------------- | --- | --- | --- |
| FAR | Faraon Trpanj |     |     |     |
| GRK | Grk Potomje   |     |     |     |
| RAT | Rat Kuna      |     |     |     |
| |               |     |     |     |
| podebljan rezultat – utakmice od 1. do 3., te od 7. do 9. kola kola (1. i 3. utakmica između klubova) rezultat normalne debljine – utakmice od 4. do 6. kola (2. utakmica između klubova) rezultat nakošen – nije vidljiv redoslijed odigravanja međusobnih utakmica iz dostupnih izvora rezultat nakošen i smanjen * – iz dostupnih izvora nije uočljiv domaćin susreta prekrižen rezultat – poništena ili brisana utakmica p – utakmica prekinuta 3:0 p.f. / 0:3 p.f. – rezultat 3:0 bez borbe |               |     |     |     |

## V. grupa
| mj. | klub             | ut. | pob. | ner. | por. | gol+ | gol- | GR | bod |
| --- | ---------------- | --- | ---- | ---- | ---- | ---- | ---- | -- | --- |
| 1.  | Hajduk Vela Luka | 2   | 2    | 0    | 0    | 6    | 0    | +6 | 4   |
| 2.  | Zmaj Blato       | 2   | 0    | 0    | 2    | 0    | 6    | -6 | 0   |

| kratica | klub             | HAJ | ZMAJ |
| --- | ---------------- | --- | ---- |
| HAJ | Hajduk Vela Luka |     |      |
| ZMAJ | Zmaj Blato       |     |      |
| |                  |     |      |
| podebljan rezultat – 1. utakmica između klubova rezultat normalne debljine – 2. utakmica između klubov) rezultat nakošen – nije vidljiv redoslijed odigravanja međusobnih utakmica iz dostupnih izvora rezultat nakošen i smanjen * – iz dostupnih izvora nije uočljiv domaćin susreta prekrižen rezultat – poništena ili brisana utakmica p – utakmica prekinuta 3:0 p.f. / 0:3 p.f. – rezultat 3:0 bez borbe |                  |     |      |

## VI. grupa
| mj. | klub                      | ut. | pob. | ner. | por. | gol+ | gol- | GR  | bod |
| --- | ------------------------- | --- | ---- | ---- | ---- | ---- | ---- | --- | --- |
| 1.  | Omladinac Vranjic         | 14  | 11   | 2    | 1    | 45   | 18   | +27 | 24  |
| 2.  | Jugovinil Kaštel Gomilica | 14  | 10   | 2    | 2    | 37   | 18   | +19 | 22  |
| 3.  | Primorac Stobreč          | 14  | 8    | 1    | 5    | 25   | 20   | +5  | 17  |
| 4.  | Nada Split                | 14  | 7    | 1    | 6    | 34   | 27   | +7  | 15  |
| 5.  | Sloga Mravince            | 14  | 6    | 1    | 7    | 30   | 31   | -1  | 13  |
| 6.  | Iskra Omiš                | 14  | 4    | 4    | 6    | 27   | 26   | +1  | 12  |
| 7.  | Uskok Klis                | 14  | 2    | 1    | 11   | 31   | 49   | -18 | 5   |
| 8.  | Poljičanin Tugare         | 14  | 2    | 0    | 12   | 17   | 53   | -36 | 4   |

| kratica | klub                      | ISK | JUG | NADA | OML | POLJ | PRI | SLO | USK |
| --- | ------------------------- | --- | --- | ---- | --- | ---- | --- | --- | --- |
| ISK | Iskra Omiš                |     |     |      |     |      |     |     |     |
| JUG | Jugovinil Kaštel Gomilica |     |     |      |     |      |     |     |     |
| NADA | Nada Split                |     |     |      |     |      |     |     |     |
| OML | Omladinac Vranjic         |     |     |      |     |      |     |     |     |
| POLJ | Poljičanin Tugare         |     |     |      |     |      |     |     |     |
| PRI | Primorac Stobreč          |     |     |      |     |      |     |     |     |
| SLO | Sloga Mravince            |     |     |      |     |      |     |     |     |
| USK | Uskok Klis                |     |     |      |     |      |     |     |     |
| |                           |     |     |      |     |      |     |     |     |
| podebljan rezultat – utakmice od 1. do 7. kola (1. utakmica između klubova) rezultat normalne debljine – utakmice od 8. do 14. kola (2. utakmica između klubova) rezultat nakošen – nije vidljiv redoslijed odigravanja međusobnih utakmica iz dostupnih izvora rezultat nakošen i smanjen * – iz dostupnih izvora nije uočljiv domaćin susreta prekrižen rezultat – poništena ili brisana utakmica p – utakmica prekinuta 3:0 p.f. / 0:3 p.f. – rezultat 3:0 bez borbe |                           |     |     |      |     |      |     |     |     |

## VII. grupa
| mj. | klub               | ut. | pob. | ner. | por. | gol+ | gol- | GR | bod |
| --- | ------------------ | --- | ---- | ---- | ---- | ---- | ---- | -- | --- |
| 1.  | Rudar Siverić      | 7   | 5    | 0    | 2    | 24   | 15   | +9 | 10  |
| 2.  | DOŠK Drniš         | 7   | 4    | 1    | 2    | 19   | 11   | +8 | 9   |
| 3.  | Aluminijum Lozovac | 7   | 2    | 2    | 3    | 10   | 18   | -8 | 6   |
| 4.  | Prvoborac Vodice   | 7   | 4    | 2    | 1    | 18   | 19   | -1 | 5   |
| 5.  | Primorac Biograd   | 4   | 0    | 1    | 3    | 4    | 12   | -8 | 2   |

| kratica | klub               | ALU | DOŠK | PRV | RUD | PRI |
| --- | ------------------ | --- | ---- | --- | --- | --- |
| ALU | Aluminijum Lozovac |     |      |     |     |     |
| DOŠK | DOŠK Drniš         |     |      |     |     |     |
| PRV | Prvoborac Vodice   |     |      |     |     |     |
| RUD | Rudar Siverić      |     |      |     |     |     |
| PRI | Primorac Biograd   |     |      |     |     |     |
| |                    |     |      |     |     |     |
| podebljan rezultat – utakmice od 1. do 5. kola (1. utakmica između klubova) rezultat normalne debljine – utakmice od 6. do 10. kola (2. utakmica između klubova) rezultat nakošen – nije vidljiv redoslijed odigravanja međusobnih utakmica iz dostupnih izvora rezultat nakošen i smanjen * – iz dostupnih izvora nije uočljiv domaćin susreta prekrižen rezultat – poništena ili brisana utakmica p – utakmica prekinuta 3:0 p.f. / 0:3 p.f. – rezultat 3:0 bez borbe |                    |     |      |     |     |     |